# Луд, збуњен, нормалан (9. сезона)
Девета сезона телевизијске серије Луд, збуњен, нормалан премијерно је емитована на Нова ТВ у Хрватској и на ТВ Прва и ТВ Б92 у Србији.

## Радња
Продукција Акорд је у новом пројекту. Изет је сценариста, а Фарук редитељ серије под називом “Биртија из које је кренула револуција“. Радња серије смештена је у Сарајево 1942. године. Продукција Акорд даће свој максимум, па тако секвенце серије неће изгледати нимало аматерски, а и глумци ће бити више него уверљиви. Сценографија је постављена у скроз преуређеном ВИП делу Сан Рема у којем се сада налази сценографија старе босанске кафане, а на централном зиду виси велика, уоквирена фотографија Хитлеровог портрета. Улоге у серији “Биртија из које је кренула револуција“ добили су и Самир и Фуфе, у улогама Хилмије, власника конака, и Крешимира. Мубина постаје Драгица, а Авдија постаје немачки официр Стумбефирер Шилинг, а Ментор је у улози сарајевског кицоша Ругобе.

## Улоге
| Глумац            | Улога              |
| ----------------- | ------------------ |
| Мустафа Надаревић | Изет Фазлиновић    |
| Сенад Башић       | Фарук Фазлиновић   |
| Моамер Касумовић  | Дамир Фазлиновић   |
| Татјана Шојић     | Марија Шарафова    |
| Тарик Филиповић   | Авдија             |
| Бранко Јанковић   | Фуфе Чмар          |
| Илир Тафа         | Ментор Косова      |
| Џана Пињо         | Барбара Фазлиновић |
| Марија Пикић      | Лада Вукашиновић   |
| Ивор Шпаравало    | Џебра Фазлиновић   |
| Алмир Курт        | Мехо Мујкић        |
| Алдин Омеровић    | Мурис              |
| Дарко Куртовић    | Дарко              |

## Списак епизода
| Бр. еп. (у серији) | Бр. еп. (у сезони) | Датум емитовања    | ТВ емитер     | Назив                             | Сиже |
| ------------------ | ------------------ | ------------------ | ------------- | --------------------------------- | --- |
| 217                | 1                  | 3. новембар 2015.  | Нова ТВ (ХРВ) | Сред пушака бајонета              | Почело је снимање серије. У Сан Рему постављена је сценографија. Главне улоге додељене су Самиру, Авдији, Мубини, Ментору и Фуфету, а Фарук је за режисерском палицом. Подељени су и први хонорари. Сви су плаћени осим Фуфета - за њега, нажалост, није било довољно новца. Да би решио тај проблем, Фарук код Самира заложи свој сат како би му исплатио плату. Међутим, и Изету нестаје сат, па настаје фрка. Изет је у потрази за својим сатом, а кућна помоћница Шерифа има сат исти као и Изетов, али без посвете. |
| 218                | 2                  | 4. новембар 2015.  | Нова ТВ (ХРВ) | Страже око нас                    | У Сан Ремо долази Ламија, Авдијина ћерка која је у сукобу са оцем јер је привлаче старији мушкарци. Авдија мисли да Фарук нема среће са женама јер је превише обазрив, па га наговара на акцију. Фарук га послуша и излази са Гоцом, али му се на споју догоди мала незгода, те она повреди уво. Ламија моли Фуфета да јој пробуши уво. Фарук мисли да је упознавши Авдију нашао правог пријатеља којег је чекао цели живот. Међутим, све креће по злу када се у Сан Рему појави Ламија са омотаним увом. |
| 219                | 3                  | 8. новембар 2015.  | Нова ТВ (ХРВ) | Тихо креће наша чета              | Да би се мало опустио након напорног дана на снимању и стреса око финансија, Фарук припрема купку од мирисних соли. Фуфе, видевши Фарука у купци, са Изетом склапа договор - Фуфе ће Изету доносити бифтек сваки дан, а Изет ће Фуфету припремати мирисну купку. Фуфе је домишљат у набавци бифтека, све док га не ухвати сигурносна камера. Поново се води спор око старатељства над Џебром. Барбара сматра да Џебра код Фазлиновића само гледа цртаће и да то штетно утиче на њега, али управо тај аргумент на суду је искориштен за њену штету. И док Фазлиновићи одлуку суда прослављају уз бифтек, Фуфе седи у затвору. |
| 220                | 4                  | 9. новембар 2015.  | Нова ТВ (ХРВ) | Кроз Билећки крас                 | Авдија организује вечеру ретроспективе филмова Бориса Бубичка, познатог филмског редитеља. Да би импресионирао Аријану, привлачну уредницу културе, и да би доказао да прати модерне трендове, Фарук одлучује организовати тај догађај у свом стану. Све је како треба бити, канапеи и виски, присутна је сама елита, али Авдија долази са информацијом да Бубичко ипак неће доћи јер је у алкохолисаном стању. С друге стране, Марија не може изаћи на крај са пијаним Изетом којег су завезали у кухињи. Међутим, Бубичко се ипак појави у стану Фазлиновића, али завршио у Изетовом кревету. Коктел прераста у праву катастрофу када Изета представе као звезду вечери. |
| 221                | 5                  | 10. новембар 2015. | Нова ТВ (ХРВ) | Чује се одјек корака              | Стигли су рачуни, али Фазлиновићи финансијски баш и не стоје најбоље. Стога Изет одлучује распродати старе ствари како би скупио нешто новца. Међу старим стварима налази се и Џебрин бејбифон. Проверавајући његову исправност, случајно схвати да бејбифон хвата фреквенцију Милорадовог телефона. Изет проналази прилику да се освети, те помно прислушкује све разговоре између Милорада и његове девојке Жељке. Наравно, у томе и успева те завршава са Жељком у кревету. Да би импресионирао Неску, Фарук се хвали да је примио својег старог оца код себе у стан како би се бринуо о њему. Међутим, истина убрзо излази на видело. |
| 222                | 6                  | 11. новембар 2015. | Нова ТВ (ХРВ) | По камењу херцеговском            | Продукција Акорд има одређене организацијске проблеме, па је снимање због тога прекинуто. Изет касни са сценаријима, а Ментор, којему је Фарук поверио функцију кастинг директора, не може пронаћи црнца да глуми у серији. Иако је Милорад схватио да Изет прислушкује његове телефонске разговоре, Изет не одустаје. Сада прати његову пошту. И баш када помисли да ће поново успети у намери да му загорча живот, чека га врло неугодно изненађење. |
| 223                | 7                  | 14. новембар 2015. | Нова ТВ (ХРВ) | Хеј, хај, хој!                    | Кроз кадрове серије чија се радња догађа 1942. године пролазе тарзани, свемирци, нинџе, Индијанци и остали. Никоме није јасно зашто то Фарук ради, па на њега врше притисак, с једне стране директор телевизије, а с друге стране Изет. Нико ни не слути да иза тога стоји неморална понуда коју су Фаруку представили Авдија и Милена. Наиме, морају уништити телевизију како би је Рудолф Турковић, тајкун, могао што јефтиније приватизовати, а Фарук би добио милион. Изет ангажује Ђидо Мову да скупи доказе о Турковићевој корумпираности, како би га сместио у затвор и одвојио од Милене. Када Фарук ипак призна Изету о чему се ради, Изет покушава спријечити Ђидо Мову у представљању доказа тужилаштву, али прекасно. Турковић је ухапшен и ништа од милиона. Али ипак није све тако црно. Захваљујући надреалистичним елементима, серија је оборила рекорде гледаности! |
| 224                | 8                  | 16. новембар 2015. | Нова ТВ (ХРВ) | Далеко си завичају                | Снимање је заустављено јер Изет касни са сценаријима, а од умора чак доживљава и амнезију. Међутим, Дамир сматра да је тренутна амнезија била последица конзумирања лекова против холестерола које Изет пије након доручка, а доручкује пет јаја са сувим месом. Изет не верује да је холестерол проблем, па ради посебну наруџбину производа из Попова поља. У пакету је, осим масних сирева и сувог меса, и кутија шкије - херцеговачког дувана. Изет наговара Фарука да га проба, а Фарук који иначе није пушач, као наркоман се „навуче“ на дуван. До нове кутије је тешко доћи због полицијске контроле, али Дарко је ипак успева доставити. Самир и Фуфе баве се шверцовањем и, када полицијска рација упадне у Сан Ремо, Изет и Фарук у страху поједу кутију духана. |
| 225                | 9                  | 17. новембар 2015. | Нова ТВ (ХРВ) | Ми прогнани смо                   | Фазлиновићи су поново у финансијским проблемима. Изет стога је одлучио уложити своју уштеђевину за црне дане у деонице. Међутим, тај његов пословни подухват и не завршава баш најбоље. Фуфе је одлучио постати иноватор, али постоји мали проблем – све што он смисли углавном је већ отраније у употреби. Авдија моли Фарука да оде код његове бивше девојке и узме јакну коју је он заборавио, а Фарук код ње проводи ноћ. Сазнавши то, Авдија га гања са Фуфетовим изумом Сунет 2015. |
| 226                | 10                 | 18. новембар 2015. | Нова ТВ (ХРВ) | Прогнаше нас због злочина         | Јеврејска заједница расписује такмичење којим даје подстицаје за културне пројекте у висини од 20 хиљада евра, а услов је да су аутори пројекта чланови јеврејске заједнице. Изет у томе види своју прилику, па тражи од Самира да му набави лажни родни лист. Фаруку се идеја свиђа и разрађује детаље са Изетом. Дамир је љут зато што је Барбара добила улогу у серији, а не Лада, и зато их не жели подржати. Фарук разрађује све детаље, чак смишља говор добродошлице, те тражи некога ко ће му тај говор превести на јеврејски. Авдија се нуди да му то преведе. Али будући да је Авдија љут јер сматра да је изложен непотизму од стране Изета који све добре реплике даје својем рођаку Самиру, тај говор неће звучати баш онако како је Фарук замислио. |
| 227                | 11                 | 21. новембар 2015. | Нова ТВ (ХРВ) | Што те љубимо                     | Снимање серије у пуном је јеку. Нови лик у серији је Сафија, Хилмијина ћерка. Ту улогу је Дамир купио од Изета како би провео викенд сa Ладом. Изету у посeту долази његов стари пријатељ Славољуб, који је радио сa Изетовом покојном женом Ранком и њих двоје су често путовали заједно. С обзиром на то да Славољуб воли пиво, слуша Стонсе и ноћна је птица, Дамира све наводи на закључак да је можда он Фаруков отац. Фарук и Дамир се чак и развеселе тој идеји да не носе Изетов луди ген, али Изет ће их убрзо разуверити. |
| 228                | 12                 | 23. новембар 2015. | Нова ТВ (ХРВ) | Кроз прогонство и трпљење         | Барбара поново покреће случај код социјалне службе за старатељтво над Џебром, а као главни аргумент наводи лудило, лаж и разврат који влада у њиховој кући. Случај је додељен социјалној радници Азри. Фарук упознаје Азру у Сан Рему и на Маријин наговор јој се представља као холивудски продуцент и власник скупих спортских аутомобила. Азра је фасцинирана Фаруком те проводи ноћ са њим. Марија одлучује организовати вече стенд-ап комедије. Иако је Дамир забранио Фаруку да доведе Џебру, он је ипак сакривен испод степеница и прати наступ стенд-ап комичара, те упија сваку реч. Социјална радница и Барбара долазе у стан Фазлиновића. И док Изет на сваки могући начин покушава шармирати Азру, у дневној соби затекну Дамира и Џуричка како плешу танго. Да би катастрофа била још већа, у том тренутку долази и Фарук, а Џебра се нуди да изнесе свој стенд-ап монолог у којем имитира наступ стенд-ап комичара којег је чуо протекле вечери, али је ликове прилагодио члановима своје породице. |
| 229                | 13                 | 24. новембар 2015. | Нова ТВ (ХРВ) | Кроз тамнице мрак                 | Марија има новог момка, Ђолета. Ђоле је глумац и у серији глуми хомосексуалаца. Фарук је уверен да је он геј и у стварном животу. Да би то доказао Марији и Авдији, одлучи се пред Ђолетом претварати да је геј. Њихов разговор чује Матко Сплеткановски, познати музичар чији рад Фарук изузетно цени. Матко позива Фарука на забаву организовану њему у част. Фарук не крије одушевљење те се не одваја од Матка целу ноћ. Њихова фотографија је чак и објављена у новинама. Међутим, његова срећа је кратког века с обзиром на то да уз фотографију стоји Маткова изјава како се диви људима као што је Фарук који су спремни јавно говорити о својој сексуалности. |
| 230                | 14                 | 25. новембар 2015. | Нова ТВ (ХРВ) | Долази нам нови живот             | Фарука копка шта се десило дан пре него што је умрла његова мајка. Због тога пристаје да га Ђуричко хипнотизује, те сазнаје да је његова мајка Ранка имала љубавника и да их је Изет затекао у стану дан пре њене смрти. Мамурни Изет попије Фуфетову дрогу мислећи да је сода бикарбона, те доживљава клиничку смрт. У том тренутку он пролази кроз наставак приче од пре 40 година, где сазнаје детаље догађаја који су се одвијали у дневној соби док он није био у стану, те за њега прошлост добија сасвим нови смисао. |
| 231                | 15                 | 30. новембар 2015. | Нова ТВ (ХРВ) | Чујте му корак                    | Дамир је кренуо у посао са Самиром - продају ходометре. Будући да Изет има проблема с високим крвним притиском, Дамир му поставља ултиматум - или ће ходати пет километара дневно или иде у болницу. Међутим, Изет има решење за сваки проблем, па је тако овога пута пронашао решење у поштару Дарку. Фарука контактира холивудска продуценткиња Милица Милица са предлогом да режира филм у Холивуду. Иако је Милица Милица пуно млађа од њега, Фарук је уверен да је са њом некад давно имао морску авантуру. Међутим, био је толико пијан да се не може сетити како изгледа. И док он не жели добијати послове преко кревета, ни не слути да Милица Милица зове исто као и њена мајка. |
| 232                | 16                 | 1. децембар 2015.  | Нова ТВ (ХРВ) | Коњух планином вјетар шуми, бруји | Изет је смислио начин како да заради новац. За реализацију му је потребна једна псећа лобања и, за почетак, Самир. Годишњица је Сан Рема, па Марија припрема малу прославу. И сви су позвани на свечану вечеру: Фазлиновићи, Самир, Барбара, Авдија и Фуфе. И након што су сви закаснили, нису се могли суздржали да не отрачају Марију. Чувши то, Марија се увреди, па позвана екипа ипак остане гладна јер Марија комплетну вечеру која се крчкала неколико сати одлучи дати бескућнику. |
| 233                | 17                 | 2. децембар 2015.  | Нова ТВ (ХРВ) | Лишће пјева жаловите пјесме       | Да се од Изетових гена не може побећи доказ је ситуација у којој се Дамир нашао. Наиме, не може се одлучити између Барбаре и Ладе. Њих две сумњају да нешто није у реду, па се туку чак и у кадровима серије коју снимају. И док Изет поносно све посматра, Дамир се зноји у кружном току, а њих две се мимоилазе у стану. Међутим, дебљи крај ипак ће извући Дамир. |
| 234                | 18                 | 7. децембар 2015.  | Нова ТВ (ХРВ) | Јавори и јеле, борови и брезе     | Мурис организује турнир у билијару у Сан Рему. Фарук открива Фуфетов скривени таленат. Наиме, он је толико добар у билијару да је успио побиједити и прослављеног свјетског првака. Турнир долази као наручен и Фарук у томе види своју и Фуфетову шансу да дођу до награде од 5 хиљада марака. Фуфетов противник је Мурис који има методу како да Фуфету скрене пажњу. Да би избегао пиће са Изетом, Дамир лаже да је на семинару на Илиџи. Међутим, време проводи са Барбаром у соби. Пијани Изет чује Барбарин глас и закључује да је она довела љубавника у собу док је Дамир на семинару. Барбара љута одлази, а настаје још већа збрка кад се Лада појави у стану. Маријин отац је умро и она пепео намерава просути у Миљацку. Са Фаруком се договара да ће пепео за викенд просути са моста. Пепео ће завршити у Миљацки, али захваљујући Мехи и то преко канализацијске цеви. |
| 235                | 19                 | 23. децембар 2015. | ТВ Прва (СРБ) | Свијају се једно до другога       | Дамир је купио јакну од Самира у тајности. Но, да Изет не би видео јакну, он је ставио Лади под хаљину, те је Изет закључио да је она трудна. Фарукова слика је изашла у новинама. Ментор сматра да није добро што се о њима пише у суперлативу јер ће им конкуренција направити неку подлост. Фуфетова рођака Лили моли Фуфета да јој причува бебу. Фуфе, да не би пропустио дегустацију ћевапа, оставља бебу у продукцији да спава. Ментор проналази бебу и верујући да им је конкуренција подвалила бебу, носи је у стан Фазлиновића. Ту их дочекује еуфорични Изет који верује да је то Ладина беба. Збрка постаје још већа кад Фуфе украде Санелину бебу да би је подвалио као Лилину бебу. |
| 236                | 20                 | 24. децембар 2015. | ТВ Прва (СРБ) | Ноћ је шуму сву у црно завила     | У сценарију једне епизоде серије појављује се лик бебе, те Ментор као кастинг директор ангажује Санелину бебу да глуми. Санела је врло амбициозна мама и тражи од Фарука да беби повећа улогу. Спремна је на све па чак и да га одведе у кревет. А у томе и успева. Међутим, Фарук жели да се реши Санеле под хитно, но Санела се не мири са тим. Изет има нову женску - Дамирову бебиситерку. |
| 237                | 21                 | 25. децембар 2015. | ТВ Прва (СРБ) | Коњух стење, руши се камење       | Марији се пружа изванредна пословна прилика - богати Арапин јој је понудио да прода кафану. Његови услови су да се у објекту не точи алкохол и да се не дешавају туче. Фарук је у великом проблему, наиме Санелина породица, која је редовна тема црне хронике, је у потрази за Фаруком јер верују да је Санела трудна. Након што Фазлиновићи добију батине, Изет покушава да изглади ствар са Санелиним оцем, међутим када чује за мираз, Изет креће са плановима за венчање. У међувремену, Фарук Санели саопштава да је продукција банкротирала и да више неће снимати серију. Чувши то Санела се предомислила. Изетови планови падају у воду, али и Маријини јер се претучени Фазлиновићи окупљају у Сане Рему у моменту кад Арапин треба да купи кафану од Марије. |
| 238                | 22                 | 28. децембар 2015. | ТВ Прва (СРБ) | Мртвога другара, хусинског рудара | Самир продаје гитару на којој је свирао Хендрикс 1968. године. Фарук је скептичан, али купује гитару. Гитара је одлична, али Авдија и Фарук нису сигурни да ли је заиста Хендриксова, па истражујући дођу до податка да ипак није. Фаруку је доста Самирових превара, па чак ангажује Пајсера да од Самира поврати своје паре. Међутим, Авдија ипак долази до информације да их Самир није преварио, али нажалост касно. Изет има нову пословну идеју. Наиме, отвара први приватни универзални верски објекат. |
| 239                | 23                 | 30. децембар 2015. | ТВ Прва (СРБ) | Сахрањује чета пролетера          | У Сан Ремо долази Иван Гало, најбогатији тајкун у региону. Иван се поверава Марији да има проблем са ћерком која је докторка, а увек поред себе има неке пробисвете. Стога му Марија предлаже да покушају да споје његову ћерку са Дамиром. Ивану се допадне та идеја, те на Маријин наговор, одлучује Дамиру поклонити справу која му је неопходна да би његова ординација наставила са радом. Нико ни не слути да је Фарук у вези са Ивановом ћерком Јањом. Изет сумња да је Фарук педофил и када га види са Емицом, Јањином ћерком, спреман је на све па чак и да га убије. Ситуација постаје додатно компликована када се у стану Фазлиновића нађу Иван Гало са новинарима, али и Јања. |
| 240                | 24                 | 25. јун 2016.      | ТВ Б92 (СРБ)  | Кише јесење по гробу су лиле      | Серија се приводи крају, снимају се последње сцене. Ђоле помаже Марији да припреми храну и пиће за прославу задње клапе. И ако Марија покушава да убеди Ћолета да Фарук није педер, чињенице јој баш и не иду у прилог. Још кад Ђоле види Фарука и Авдију обучене као жене у продукцији, ништа га више не може разуверити. И док је екипа прослављала завршетак снимања, Изет је са ранцем на леђима, отишао на још једно своје ходочашће. |

## Напомена
- Од 217. до 234. епизоде су премијерно емитоване у Хрватској на Нова ТВ, док се од 235. до 239. епизоде премијерно емитоване на ТВ Прва и од 240. епизоде на ТВ Б92 у Србији, па су због тога у табели наведени датуми када су те епизоде емитоване на те три телевизије.